# Pocinho
Pocinho ist ein Ort in Portugal und gehört zum Kreis von Vila Nova de Foz Côa, im Bezirk von Guarda. 

## Geografie
Der Ort liegt am Fluss Douro, etwa 40 km westlich der Grenze zu Spanien. Er ist 8 km von der südlich gelegenen Kreisstadt Vila Nova de Foz Côa und 62 km vom nördlich gelegenen Macedo de Cavaleiros entfernt.
In Pocinho kommen praktisch die Bezirke von Guarda und Bragança mit den Kreisen Vila Nova de Foz Côa und Torre de Moncorvo zusammen.

## Verkehr und Sehenswürdigkeiten

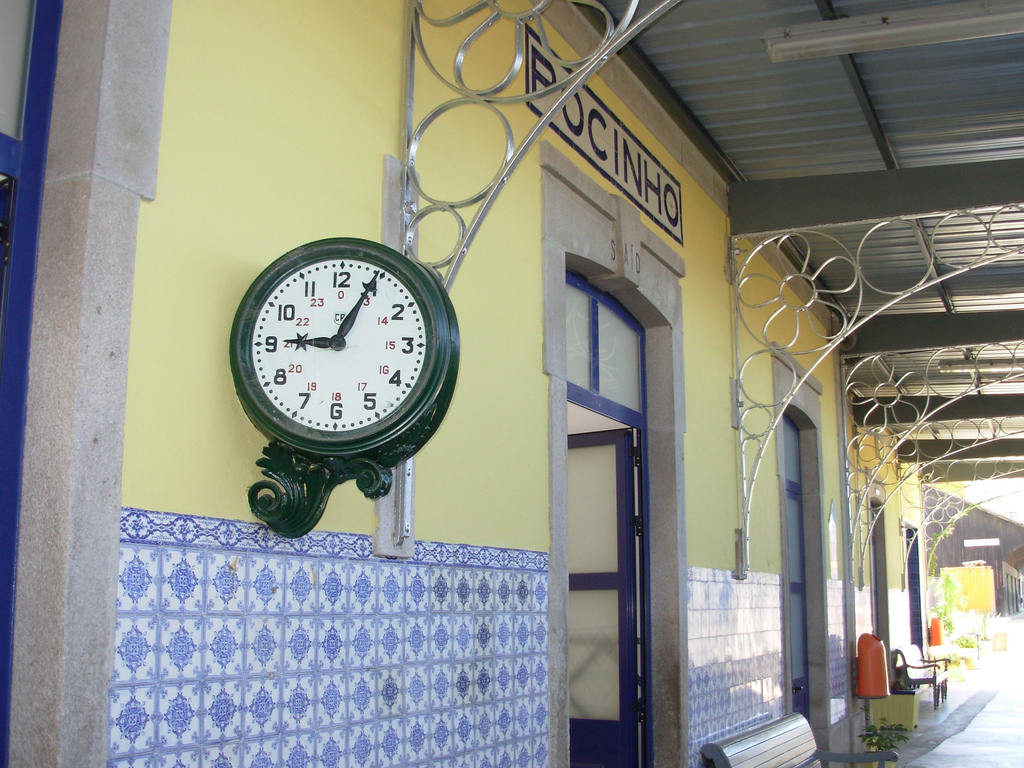
Im Bahnhof von Pocinho

Pocinho ist Teil des Kreises Vila Nova de Foz Côa, in dem zwei UNESCO-Welterbe liegen, namentlich die älteste geschützte Weinbauregion der Welt, Alto Douro, und die zahlreichen archäologischen Ausgrabungen des Parque Arqueológico do Vale do Côa.
Der denkmalgeschützte Bahnhof von Pocinho ist heute der Endpunkt der Linha do Douro. Auch die stillgelegte Eisenbahnbrücke über den Douro in Richtung Barca d’Alva an der spanischen Grenze steht unter Denkmalschutz.
In der Nähe des Ortes befindet sich die Talsperre Pocinho mit einem kleinen Hafen für Binnenschiffe mit einer Kapazität von maximal 300 Ladetonnen. Am Stausee werden Angeln und Wassersport betrieben.
2016 wurde in Pocinho ein nationales Leistungszentrum (Centro de Alto Rendimento) für Wassersport, insbesondere Rudern und Kanusport, eröffnet. Das Zentrum ist in einem modernen, teilweise in den Untergrund versenkten Gebäude des Architekten Alvaro Fernandes Andrade untergebracht, das sich trotz seiner modernen Formensprache in die Weinbaulandschaften der Region einpasst.
Die von Süden kommende Schnellstraße IP2 (hier auch Europastraße 802) endet in Pocinho und verläuft als Nationalstraße N215 weiter zum nördlich gelegenen Macedo de Cavaleiros.

## Persönlichkeiten
1962 wurde der Autor und Politiker Francisco José Viegas in Pocinho geboren.